# Área metropolitana de Ocean City
El Área Estadística Metropolitana de Vineland-Millville-Bridgeton, NJ MSA, como la denomina la Oficina del Censo de los Estados Unidos, es un Área Estadística Metropolitana centrada en la ciudad de Ocean City, que solo abarca el condado de Cape May en el estado de Nueva Jersey, Estados Unidos. Su población según el censo de 2010 es de 97.265 habitantes, convirtiéndola en la 347.º área metropolitana más poblada de los Estados Unidos.

## Principales comunidades del área metropolitana

### Ciudades
Cape May |
North Wildwood |
Ocean City |
Sea Isle City |
Wildwood

### Boroughs
Avalon |
Cape May Point |
Stone Harbor |
West Cape May |
West Wildwood |
Wildwood Crest |
Woodbine

### Municipios
Dennis |
Lower |
Middle |
Upper

### Lugares designados por el censo
Belleplain |
Burleigh |
Cape May Court House |
Diamond Beach |
Erma |
North Cape May |
Strathmere |
Rio Grande |
Villas |
Whitesboro